# Hyllisia angustata
Hyllisia angustata là một loài bọ cánh cứng trong họ Cerambycidae.